# Antti Törmänen (joueur de go)
 (décembre 2022).
La mise en forme du texte ne suit pas les recommandations de Wikipédia : il faut le « wikifier ».
Les points d'amélioration suivants sont les cas les plus fréquents. Le détail des points à revoir est peut-être précisé sur la page de discussion.
- Les titres sont pré-formatés par le logiciel. Ils ne sont ni en capitales, ni en gras.
- Le texte ne doit pas être écrit en capitales (les noms de famille non plus), ni en gras, ni en italique, ni en « petit »…
- Le gras n'est utilisé que pour surligner le titre de l'article dans l'introduction, une seule fois.
- L'italique est rarement utilisé : mots en langue étrangère, titres d'œuvres, noms de bateaux, etc.
- Les citations ne sont pas en italique mais en corps de texte normal. Elles sont entourées par des guillemets français : « et ».
- Les listes à puces sont à éviter, des paragraphes rédigés étant largement préférés. Les tableaux sont à réserver à la présentation de données structurées (résultats, etc.).
- Les appels de note de bas de page (petits chiffres en exposant, introduits par l'outil «  Source ») sont à placer entre la fin de phrase et le point final[comme ça].
- Les liens internes (vers d'autres articles de Wikipédia) sont à choisir avec parcimonie. Créez des liens vers des articles approfondissant le sujet. Les termes génériques sans rapport avec le sujet sont à éviter, ainsi que les répétitions de liens vers un même terme.
- Les liens externes sont à placer uniquement dans une section « Liens externes », à la fin de l'article. Ces liens sont à choisir avec parcimonie suivant les règles définies. Si un lien sert de source à l'article, son insertion dans le texte est à faire par les notes de bas de page.
- La présentation des références doit suivre les conventions bibliographiques. Il est recommandé d'utiliser les modèles {{Ouvrage}}, {{Chapitre}}, {{Article}}, {{Lien web}} et/ou {{Bibliographie}}. Le mode d'édition visuel peut mettre en forme automatiquement les références.
- Insérer une infobox (cadre d'informations à droite) n'est pas obligatoire pour parachever la mise en page.

Pour une aide détaillée, merci de consulter Aide:Wikification.
Si vous pensez que ces points ont été résolus, vous pouvez retirer ce bandeau et améliorer la mise en forme d'un autre article.
Antti Törmänen (né le 28 juin 1989) est un joueur de Go professionnel, originaire de Oulu en Finlande. Il vit actuellement à Tokyo au Japon.

## Biographie
Törmänen dit avoir commencé à s'intéresser au jeu de go à l'âge de 12 ans, en lisant le manga Hikaru no Go. Il devint insei à la Nihon Ki-in au automne 2011.

## Palmarès
Törmänen s'est fait remarquer lors de tournois alors qu'il était encore amateur.
- Cinquième place au championnat du monde amateur des jeunes 2005.
- Vainqueur du championnat de jeu de go finlandais en 2008, 2010 et 2012.
- Vainqueur de l'open de Londres en 2010.
- Vainqueur du tournoi de parties rapides du congrès européen de jeu de go 2011[5].
- Deuxième place au championnat d'Europe Open 2013.

### Statut professionnel
La qualification de  Törmänen en tant que joueur professionnel a été annoncée en décembre 2015. Il a remporté la moitié de ses parties lors de l'examen professionnel de la Nihon Ki-in, ce qui a été jugé suffisant pour qu'il soit nommé professionnel. Sa carrière professionnelle a commencé le 1er avril 2016.

## References
1. ↑  « アンティ　トルマネン（アンティ　トルマネン / Antti Tormanen） », sur The Nihon Ki-in, The Nihon Ki-in (consulté le 19 mai 2017)
2. ↑  Pavol Lisy, « Antti Tormanen made it to a professional player! », sur European Go Federation, European Go Federation (consulté le 19 mai 2017)
3. ↑  Magdalena Osumi, « Finnish go professional has all the right moves », sur The Japan Times, The Japan Times (consulté le 19 mai 2017)
4. ↑  Antti Törmänen, « ABOUT ME », sur Go of Ten, Go of Ten (consulté le 19 mai 2017)
5. ↑  Antti Törmänen, « European Go Congress 2011 », sur European Go Federation (consulté le 18 décembre 2022)
6. ↑  Chris Garlock, « Finland’s Antti Törmänen Newest Nihon Ki-in Pro, First Westerner in Nearly 20 Years », sur American Go E-Journal, American Go E-Journal (consulté le 18 décembre 2022)